# Tirana (dança)
Tirana é canto e dança de origem espanhola, que chegou ao Brasil por intermédio de Portugal. É dançada com sapateado e insinuações de namoro entre os casais.